# Skarlátfejű virágjáró
A skarlátfejű virágjáró (Dicaeum trochileum) a madarak osztályának verébalakúak (Passeriformes) rendjébe és a virágjárófélék (Dicaeidae) családjába tartozó faj.

## Rendszerezése
A fajt Anders Sparrman svéd természettudós írta le 1789-ben, a Certhia nembe Certhia trochilea néven.

## Alfajai
- Dicaeum trochileum stresemanni Rensch, 1928
- Dicaeum trochileum trochileum (Sparrman, 1789)[2]

## Előfordulása
Indonéziához tartozó, Borneó, Jáva és Szumátra szigetén honos. Természetes élőhelyei a szubtrópusi és trópusi síkvidéki esőerdők és cserjések, valamint ültetvények, szántóföldek, másodlagos erdők és városi régiók és vidéki kertek. Állandó, nem vonuló faj.

## Megjelenése
Testhossza 9 centiméter.

## Életmódja
Rovarokkal, pókokkal, gyümölcsökkel, nektárral és pollenekkel táplálkozik.

## Természetvédelmi helyzete
Az elterjedési területe rendkívül nagy, egyedszáma pedig stabil. A Természetvédelmi Világszövetség Vörös listáján nem fenyegetett fajként szerepel.